# Freiherr-vom-Stein-Allee 2 (Weimar)

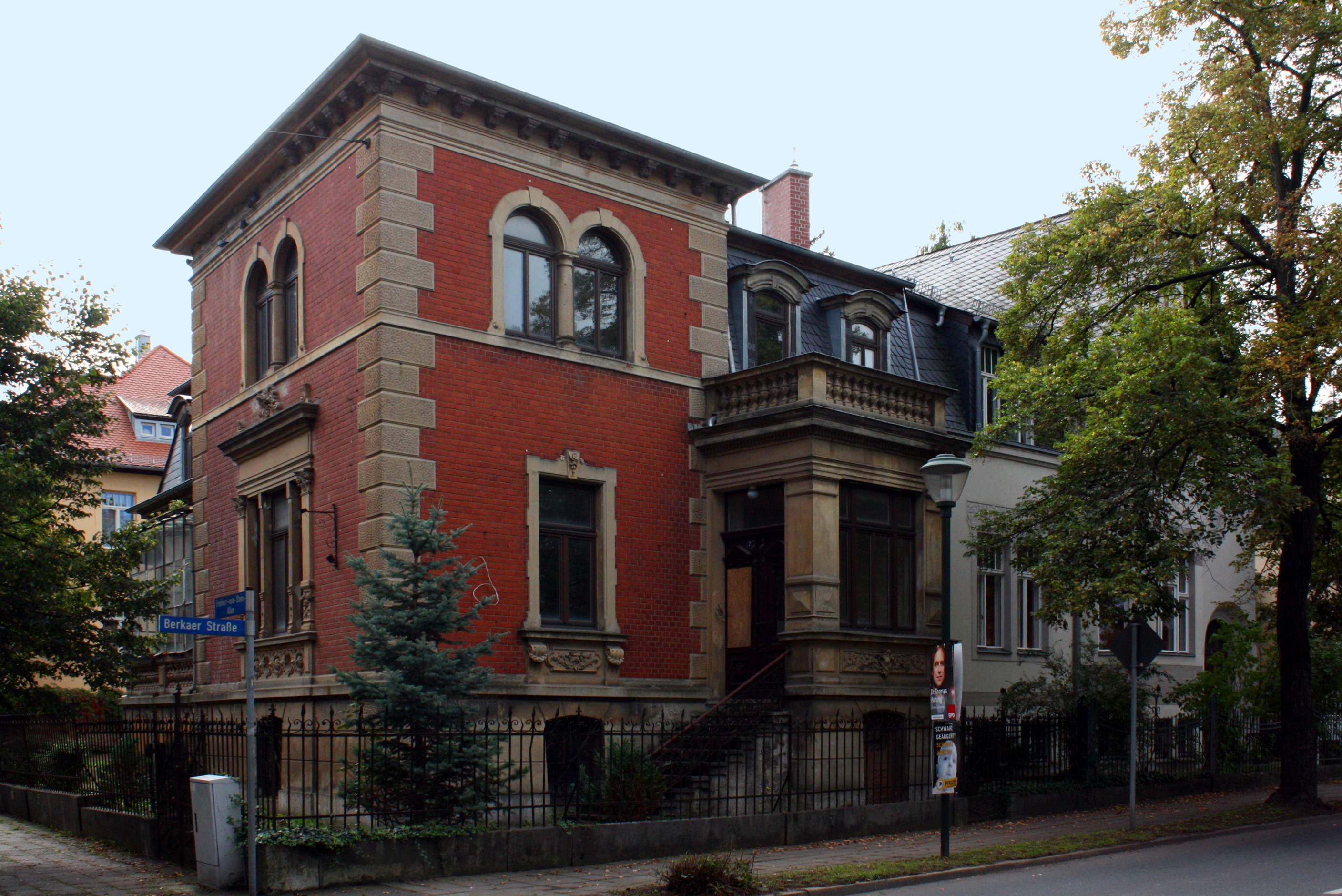
Freiherr-vom-Stein-Allee 2

Das Haus Freiherr-vom-Stein-Allee 2 in der Südstadt Weimars ist eine historistische Backsteinvilla im Palazzo-Stil der italienischen Renaissance. Sie befindet sich an der Kreuzung zur Berkaer Straße. Die Freiherr-vom-Stein-Allee hieß einmal Carl-Alexander-Allee.

## Geschichte
Das Anwesen mit einem Grundstück von 514 Quadratmetern Größe entstand 1894/95. Bauherr war die Weimarische Villenbau- und Terraingesellschaft. Der Verfasser des Entwurfes ist unbekannt. Im Weimarer Adressbuch 1896 steht für den Neubau der Bauunternehmer [K.] Paulin als Eigentümer. Die Villa besitzt eine aufwendige Stuckatur, die mit dem Ziegelmauerwerk kontrastiert. In diesem Hause wohnte der Mathematiker Paul Bachmann mindestens seit 1899, als er in die Deutsche Mathematiker-Vereinigung eintrat. Außerdem wohnte der Prähistoriker Otto Hauser hier, der offenbar einige Popularität genoss und hier 1928 den Verlag für Urgeschichte und Menschenforschung gründete, dem allerdings kein Erfolg beschieden war. Hauser ging in Konkurs und verließ Weimar hoch verschuldet. 1952 wurden die Eigentümer enteignet und so kam das Gebäude in den Besitz der Stadt Weimar. Das Land Thüringen übernahm es später und plant den Verkauf an einen privaten Investor.
Das Gebäude mit Garten steht auf der Liste der Kulturdenkmale in Weimar (Einzeldenkmale) und auf der Liste der Kulturdenkmale der Südlichen Stadterweiterung in Weimar.